# جي إف واي كات
جي إف واي كات هو موقع ويب من نوع خدمة استضافة فيديو أنشئ في 2015.

## وصلات خارجية
- الموقع الرسمي